# Mari Chordà
Mari Chordà Recasens (* 1942 in Amposta) ist eine spanische Malerin, Dichterin, Autorin und feministische Aktivistin.

## Leben und Werk
Marì Chordàs Eltern waren Kaufleute. Sie studierte von 1959 bis 1965 Bildende Kunst an der Escuela Superior de San Jorge in Barcelona. Während des Studiums schloss sie Freundschaft mit der Malerin Soledad Sevilla. 1965 zog sie mit ihrem Mann, dem Maler Josep Niebla, nach Paris. Später gab sie bekannt, dass ihr Mann sie misshandelt habe.
In Paris beteiligte sie sich an kulturellen Aktionen anti-franquistischer Gruppen im Exil. Beeinflusst durch ihre Schwangerschaft und durch den Kontakt mit Werken des Neorealismus und der Pop Art entwickelte sie einen farblich und thematisch reichen Malstil. Mitte der 1960er Jahre schuf sie innovative Bilder des weiblichen Körpers und wurde damit Protagonistin der feministischen Avantgarde des folgenden Jahrzehnts. 1966 oder 1967 wurde ihre Tochter geboren.
1967 kehrte sie nach Amposta zurück. Sie gründete 1968 das örtliche Lo Llar, einen Brennpunkt der Politik und Gegenkultur in der Ebro-Region. 1970 und 1971 unterrichtete sie Zeichnen am Instituto de Cornellà. Einige Jahre lang unterstützte sie Miquel Porter bei der katalanischen Filmsammlung. Während der Transition engagierte sie sich für die katalanische Sprache und für den Kampf der Frauen. 1976 erschien ihr erster Gedichtband, ... y muchas otras cosas, anlässlich der ersten Katalanischen Frauenkonferenz an der Universität Barcelona. Sie schrieb regelmäßig für die Zeitschrift Mujeres en Lucha. Gemeinsam mit Anna Díaz-Plaja und Montse Clavé verfasste sie für die Zeitschrift Mundo eine Serie feministischer Comics, Las entrañablesas. Sie war Mitbegründerin von Lasala, bar biblioteca feminista (1977), der Agenda de las mujeres (1978–1990) und des ersten feministischen Verlags in Spanien, Lasala. Sie ist Co-Autorin von Cuaderno del cuerpo y el agua (1978), einer Sammlung von Texten und Gedichten zu lesbischen Lebensumständen und Kultur, mit Zeichnungen von Montse Clavé.
In den 1990er Jahren nahm sie ihre künstlerische Tätigkeit wieder auf. Neben Gemälden schuf sie Stiche, Skulpturen, Spielzeug, Plakate und Installationen. Sie schrieb Gedichtbände, Kurzgeschichten, Prologe, Liedtexte sowie Fernsehdrehbücher und nahm an Gedichtvorträgen und Musikaufführungen teil. Gemeinsam mit Concha Llinàs betrieb sie von 1996 bis 2007 eine neue Phase der Agenda de las mujeres (1996–2007).

## Rezeption
Seit der von Marisa Díez de la Fuente kuratierten Ausstellung im Jahr 2000 haben ihr lokale Institutionen Retrospektivausstellungen gewidmet. Seit der Ausstellung genealogías feministas en el arte español von 2010 sind ihre Werke aus den 1960er Jahren in nationalen und internationalen Zeitschriften über Kunst und Feminismus sowie in den Sammlungen des Museo Reina Sofía und des Museu Nacional d’Art de Catalunya vertreten.

## Ausstellungen
- 2000: Mari Chordà. Pasar y traspasar 1960–2000, kuratiert von Marisa Díez de la Fuente, Amposta und Tortosa.
- 2006: Vengo de una zona húmeda. Mari Chordà, kuratiert von Marta Darder, im Centro de Cultura de Mujeres Francesca Bonnemaison, Barcelona.[5]
- 2010: Genealogías feministas en el arte español. Museo de Arte Contemporáneo de Castilla y León, León.[6]
- 2015: The World goes Pop, Tate Modern, London.[7]
- 2020–2021: Mari Chordà. Galería Mayoral, Barcelona.[8]